# Apocryptus quinquedentatus
Apocryptus quinquedentatus là một loài tò vò trong họ Ichneumonidae.